# Кролик Джоджо
«Кролик Джо́джо» (англ. Jojo Rabbit) — американський драмедійний фільм за книгою Крістіни Люненс «Заґратовані небеса» (англ. Caging Skies). Режисер фільму — Тайка Вайтіті; у головних ролях: Роман Гріффін Девіс, Томасін Мак-Кензі, Тайка Вайтіті, Ребел Вілсон, Стівен Мерчант, Алфі Аллен, Сем Роквелл, Скарлетт Йоганссон.
У центрі сюжету перебуває десятирічний хлопчик Йоганнес, який відчайдушно намагається стати членом нацистської партії під час Другої світової війни. Після зникнення батька хлопчик вигадує уявного друга, в якому об'єднуються о́брази його батька і Адольфа Гітлера. Проте відкриття, що в його будинку переховується дівчина-єврейка, стає неабияким випробуванням для Йоганнеса.
Прем'єра стрічки відбулася 8 вересня на Міжнародному кінофестивалі в Торонто, де фільм отримав Гран-прі. У жовтні 2019 року кінокартина вийшла в прокат у США, в грудні — в Австралії, в січні 2020 — в європейських країнах. Фільм було номіновано на велику кількість престижних кінопремій, зокрема на кінопремію Оскар, де був представлений одразу у 6 номінаціях.

## Сюжет
Нацистська Німеччина близька до поразки, і війна вже йде на оборону від сил союзників. Влада намагається підтримувати бойовий дух, але дедалі очевидніша стає нестача військ і припасів. Йоганнес «Джоджо» Бетцлер — десятирічний хлопчик, що живе з матір'ю Розі. Його батько вирушив на італійський фронт, але звісток від нього давно немає, а старша сестра Інга померла при епідемії. Йоганнес прагне піти до війська, він намагається виглядати зразковим нацистом, проте внутрішньо переживає, чи пройде всі випробування. Його підбадьорює уявний друг — самовпевнений і винахідливий Гітлер. Джоджо з іншими дітьми вирушає в тренувальний табір Юнгфольку, яким керує розчарований у війні, проте далі вірний Німеччині, капітан вермахту Кленцендорф і фанатична фройляйн Рам.
У таборі старші діти дають новачкам випробування — вбити кролика. Джоджо не наважується і з ганьбою тікає в ліс. За цей випадок йому дають прізвисько Кролик Джоджо. Його підбадьорює уявний Гітлер словами, що кролики зовсім не боягузи, а їхня сила в несподіванці. Хлопчик завзято береться до тренувань і випадково підриває біля себе навчальну гранату. Вибух лишає на його обличчі кілька шрамів і робить кульгавим. Джоджо переживає, що ніколи не стане справжнім нацистом. Тоді мати відводить його до Кленцендорфа, вимагаючи дати синові якусь роботу. Капітан погоджується доручити хлопчикові розносити пропагандистські листівки і збирати брухт. Це гнітить Джоджо, найближчий друг якого, Йоркі, таки був прийнятий до війська.
Залишившись удома на самоті, Джоджо виявляє, що в кімнаті його сестри хтось переховується. Він знаходить дівчину Ельзу, яка живе в коморі, та лякається її, сприйнявши спершу за привида. Згодом Джоджо розуміє, що Ельза — єврейка. Дівчина попереджає, щоб той не смів про неї розповідати, інакше його матір покарають за переховування єврейки. Уявний Гітлер радить переконати Ельзу, що їй нічого не загрожує, а тим часом вивідати її слабкості. Хлопчик уявляє, що дізнавшись єврейські секрети, принесе Рейху величезну користь і здобуде визнання. Тож він відвідує Ельзу, записуючи її розповіді в альбом. Користуючись його довірливістю, Ельза вигадує небилиці, начебто в євреїв із часом виростають роги і крила, що вони сплять, зачепившись за стелю, як кажани, та подібне.
Ельза розповідає про свого зниклого нареченого, і Джоджо придумує зробити їй боляче, написавши фальшивого листа. Представившись її нареченим, той пише, що не любить її. Ельза, втім, не вірить, хоча проявляє сум. Джоджо пише нового листа, в якому заперечує написане раніше. Наступні листи спонукають хлопчика подивитися на себе зі сторони. Він сперечається з Ельзою про перевагу арійської раси та відкриває для себе, що євреї такі ж люди, як він. Джоджо краде в Кленцендорфа кольорові олівці, щоб подарувати їх Ельзі.
Поступово Ельза замінює йому сестру, на ґрунті чого Джоджо свариться з уявним Гітлером. Тим часом хлопчик зауважує, що Розі радіє поразці Німеччини в Італії та наступу союзників. Джоджо намагається виглядати перед нею відданим нацистом, як того бажає Гітлер. Він не слухається матері, свариться з нею. Розі зображає перед сином батька, показуючи, що Джоджо хоче бути, як він — недалеким запальним солдатом. Якось Джоджо зустрічає на вулиці Йоркі та бачить, що справи в армії зовсім кепські — форму тепер роблять з паперу.
Одного разу, збираючи брухт, Джоджо бачить, як мати поширює антивоєнні листівки. Невдовзі до Джоджо додому приходять гестапівці та влаштовують обшук за чиїмось доносом. Ельза сама виходить до них, представившись сестрою Джоджо Інгою. Капітан Кленцендорф, проходячи повз будинок, долучається до обшуку. Він вимагає в Ельзи документи, дівчина дає їх, але неправильно називає дату народження Інги. Кленцендорф не виказує цього, проте Ельза розуміє, що гестапо повернеться. За якийсь час Джоджо знаходить свою матір повішеною за антивоєнну агітацію. Він повертається додому з наміром убити Ельзу, яку винить у смерті матері. Проте йому вдається тільки поранити дівчину, після чого Джоджо примирюється з нею.
Настають скрутні часи, місто бомбардують союзники, не вистачає харчів. Джоджо змушений шукати їжу по смітниках, тоді як уявний Гітлер бенкетує. Коли в місті починаються бої, Джоджо зустрічає на вулиці Йоркі, мобілізованого до війська. Від нього Джоджо дізнається, що Гітлер застрелився, а на місто з двох боків насуваються американські й радянські війська. Рам посилає дітей з Юнгфольку на самовбивчий бій, в якому Йоркі зникає, а Джоджо ховається в руїнах. Після бою радянські солдати схоплюють Джоджо разом із Кленцендорфом. Він проганяє Джоджо, обізвавши жидом, чим відводить підозри про їхнє знайомство. Спантеличений хлопчик іде геть, за мить чуючи розстріли полонених німців.
Німеччина капітулює, а Джоджо повертається додому. Вцілілий Йоркі говорить, що «бути нацистом вже не круто», і Джоджо з ним погоджується. Уявний Гітлер дорікає хлопчикові за невірність і вимагає продовжити боротьбу. Тоді Джоджо викидає Гітлера у вікно, покінчивши з ним назавжди. Він боїться втратити Ельзу, котра тепер може вільно вирушити в Париж до свого нареченого, тому бреше, що Німеччина виграла. Джоджо освідчується Ельзі в коханні, а вона в свою чергу говорить, що любить його, але як молодшого брата. Щодо нареченого, Ельза повідомляє — той насправді помер від туберкульозу рік тому. Джоджо з Ельзою виходять на вулицю, де вона бачить американських солдатів. Лунає музика, і обоє починають під неї підтанцьовувати.

## У ролях
| Актор               | Роль                      |
| ------------------- | ------------------------- |
| Роман Гріффін Девіс | Йоганнес «Джоджо» Бетцлер |
| Томасін Мак-Кензі   | Ельза Корр                |
| Тайка Вайтіті       | Адольф Гітлер             |
| Скарлетт Йоганссон  | Розі Бетцлер              |
| Сем Роквелл         | капітан Кленцендорф       |
| Алфі Аллен          | старший помічник Фінкель  |
| Ребел Вілсон        | фройляйн Рам              |
| Стівен Мерчант      | агент Гестапо Дірц        |
| Арчі Єйтс           | Йоркі                     |

## Дубляж та закадрове озвучення

### Дубляж студії «Постмодерн» (2019)
Фільм дубльовано студією «Постмодерн» у 2019 році.
- Перекладач — Ольга Переходченко
- Режисер дубляжу — Людмила Петриченко
- Звукорежисер — Генадій Алексєєв
- Менеджер проекту — Олена Плугар

Ролі дублювали:
- Йоганнес «Джоджо» Бетцлер — Євген Лебедин
- Ельза Корр — Вероніка Лук'яненко
- Адольф Гітлер — Володимир Терещук
- Кленцендорф — Олег Лепенець
- Розі — Наталя Романько-Кисельова
- Ганс — Павло Лі
- Дерц — Михайло Войчук
- Йоркі — Дем'ян Шиян
- Крістоф — Дмитро Сова
- Рам — Людмила Петриченко
- Фінкель — Павло Скороходько

А також: Павло Голов, Андрій Соболєв, Володимир Канівець, Дмитро Тварковський, Катерина Башкіна-Зленко, Вікторія Москаленко, Лейла-Султанія Кім, Ксенія Лук'яненко, Дмитро Зленко, Іван Вікулов та інші.

### Багатоголосе закадрове озвучення студії «Так Треба Продакшн» на замовлення телекомпанії «ICTV» (2020)
- Ролі озвучували: Олексій Семенов, Антоніна Хижняк і Ганна Соболєва

## Український переклад назви
Лінгвісти звертають увагу на доволі невдалий та навіть помилковий переклад назви — «Кролик Джоджо», адже «Джоджо» (Jojo) — це двічі повторені перші дві літери імені головного героя Йоганнеса (англійською Johannes), дражливе прізвисько, відтак, українською більш правильною була би назва «Кролик Йойо».

## Виробництво
У березні 2018 року стало відомо, що лідера нацистів зіграє сам Тайка Вайтіті. Пізніше в тому ж місяці Скарлетт Йоганссон приєдналась до акторського складу, отримавши роль матері головного героя. У квітні 2018 року Сем Роквелл приєднався до акторського складу, отримавши роль «нацистського капітана, який очолює табір гітлерівської молоді». У травні 2018 року Ребел Вілсон приєдналась до акторського складу, отримавши роль «жорстокого інструктора в молодіжному таборі Гітлера». Зйомки проходили в Празі. Пізніше в тому ж місяці новачок Роман Гріффін приєднався до акторського складу у ролі сина Йоганссон, в той час як Томасін Мак-Кензі зіграла роль єврейської дівчинки, яку персонаж Йоганссон ховає в своєму будинку. У червні 2018 року Алфі Аллен отримав роль Фінкеля. Основне виробництво почалося 28 травня 2018 року. У лютому 2019 року фільмування було завершено.

## Оцінки й відгуки
Фільм зібрав 80 % позитивних рецензій критиків на Rotten Tomatoes і 92 % від пересічних глядачів.
Кларисса Логрі в Independent писала, що «„Кролик Джоджо“ значною мірою відтворює власний пришелепкуватий, фривольний гумор Вайтіті, щедро нагадуючи комедії про нацистів Чарлі Чапліна, Ернста Любіча та Мела Брукса […] не для того, щоб зробити персонажів більш привабливим для авдиторії, а щоб проілюструвати, як легко фашизм живиться банальними людськими вадами».
Бен Тревіс у Empire відгукнувся, що «Повсюдний широкий фарс, відволікаюче непослідовні комедійні акценти та незручна примхливість майже виводять з рівноваги фільм». Але все ж «Кролик Джоджо» демонструє актуальну історію дорослішання та усвідомлення на скільки гучні гасла розходяться з дійсністю.